# Frank Gehry

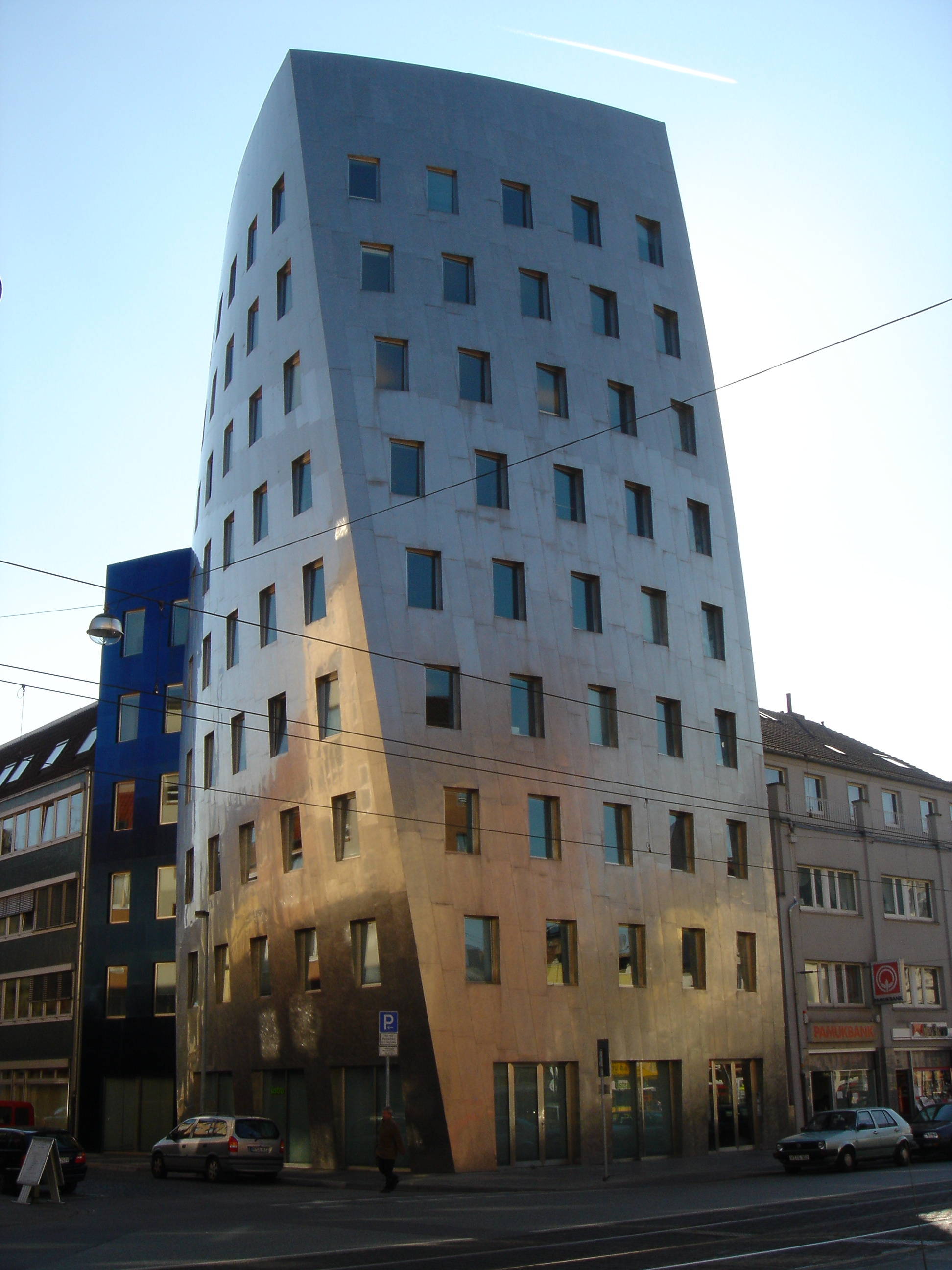
Tháp Gehry ở Hannover, Đức

Frank Owen Gehry (tên khai sinh là Frank Owen Goldenberg; sinh 28 tháng 2 năm 1929) là một kiến trúc sư nổi tiếng, thuộc kiến trúc Giải toả kết cấu hay còn gọi trường phái phá cân đối (deconstructivism) của kiến trúc Hiện đại, hành nghề tại California, Mỹ. Các công trình của ông nổi tiếng bằng các đường cong tròn trịa, thường bọc bằng những vật liệu kim loại phản xạ.

## Tiểu sử
Frank Owen Gehry sinh ra tại Toronto, Canada, hiện đang sinh sống và hành nghề tại Mỹ. Gehry sinh ra trong một gia đình người Do Thái gốc Ba Lan. Bố ông làm nghề buôn bán vật liệu, mẹ là một người yêu âm nhạc. Những đặc điểm gia đình đó sẽ góp phần tạo dựng nên sự nghiệp của ông sau này. Thời trẻ, Gehry được các bạn cùng trường gọi là "Cá Vàng" (Goldenberg) , sau đó Frank Owen Goldenberg đổi tên thành Frank Owen Gehry vào năm 1954. Hiện nay, ông mang quốc tịch Mỹ.
Từ 1949 đến 1951, ông theo học tại trường Đại học Nam California (University of Southern California) và trường Đại học Los Angeles (1949-1951) và học thiết kế đô thị tại trường Đại học Harvard từ 1956 đến 1957.
Ông nhận giải thưởng Pritzker năm 1989.

## Các công trình kiến trúc
- Bảo tàng Guggenheim Bilbao, Bilbao, Tây Ban Nha (1997)
- Tháp Gehry, Hanover, CHLB Đức (2001)
- Trung tâm hoà nhạc Walt Disney Los Angeles, Bang California, Hoa Kỳ (2003)
- Rạp Pritzker, Công viên Thiên niên kỷ, Chicago, tiểu bang Illinois, Hoa Kỳ (2004)

...

## Các giải thưởng
- Giải thưởng Arnold W. Brunner về Kiến trúc, Viện Hàn lâm Nghệ thuật và Văn chương Mỹ, 1977
- Giải thưởng Pritzker, 1989
- Giải thưởng Wolf về Kiến trúc của Quỹ Wolf, 1992
- Giải thưởng Hoàng gia về kiến trúc, Hiệp hội Nghệ thuật Nhật Bản, 1992
- Giải thưởng Dorothy và Lillian Gish, 1994
- Huy chương Quốc gia về Nghệ thuật, (1998)
- Giải thưởng Friedrich Kiesler, 1998
- Huy chương vàng AIA, Hiệp hội Kiến trúc sư Mỹ (AIA), 1999
- Huy chương vàng, Hiệp hội Kiến trúc sư Hoàng gia Anh (RIBA), 2000
- Huy chương vàng Kiến trúc, Viện Hàn lâm Nghệ thuật và Văn chương Mỹ, 2002
- Huân chương Canada (Order of Canada), 2002

## Tiến sĩ danh dự tại các Đại học
- Nghệ thuật Thị giác: Học viện Nghệ thuật California, 1987
- Mỹ thuật: Trường Thiết kế Rhode Island, 1987; Học viện Nghệ thuật Otis, 1989
- Kỹ thuật: Đại học Kỹ thuật Nova Scotia 1989
- Nhân chủng học: Học viện phương Tây (Occidental College), 1993
- Học viện Whittier, 1995
- Kiến trúc: Học viện Kiến trúc Nam California, 1997
- Luật: Đại học Toronto, 1998
- Đại học Edinburgh, 2000
- Đại học Nam California, 2000
- Đại học Yale, 2000
- Đại học Harvard, 2000